# 栗原君子
栗原 君子（くりはら きみこ、1946年1月13日 - ）は、日本の市民運動家、政治家。参議院議員（1期）、新社会党中央執行委員会委員長を歴任した。

## 経歴
広島県出身。安田女子高等学校卒業。20代の頃は反核運動・平和運動に参加するかたわら、新聞や牛乳の配達および、地元名産の熊野筆づくりの内職に従事していた。保育園増設を要望するための署名運動をきっかけに地方政治に関わるようになり、1975年4月から1992年まで、熊野町議会議員を5期務めた。
1992年の第16回参議院議員通常選挙において、政治団体「護憲・ヒロシマの会」公認、日本社会党推薦で地元の広島県選挙区に立候補。「連合の会」公認の現職議員らを破り初当選。当選後は日本社会党に所属した。非武装中立や自衛隊違憲論などの社会党の伝統的な政策を重視し、1993年に社会党が非自民・非共産連立政権への参加で自衛隊容認に転じたことを党内から批判した。1994年の政治改革関連法案では、与党議員でありながら反対票を投じた。
1995年、社会党の村山富市委員長が自民党・新党さきがけとの連立で内閣総理大臣に就任し、自衛隊合憲や日米安全保障条約の堅持を打ち出すと激しく反発した。同党がこの方針を綱領とした新党への改組を検討すると、栗原は左派の矢田部理に同調して新党参加を拒否し、1996年1月、村山による社会民主党（社民党）結成に先立って、矢田部や同じ広島県出身の小森龍邦などとともに新社会党を結成した。
栗原にとって新社会党への参加は政治信念に基づいた結果であったが、社会党時代に支援を受けた連合系労働組合が離反したのは大きな痛手となった。1998年の第18回参議院議員通常選挙では新社会党の公認候補者として広島県選挙区から出馬したが落選。この選挙では栗原とともに委員長の矢田部および山口哲夫も落選し、同党は国会における議席をすべて失った。栗原は2001年の第19回参議院議員通常選挙でも同じく広島県選挙区から立候補し、ふたたび落選した。
その後は市民運動に関わるかたわら、新社会党の副書記長、書記長、副委員長を経て、2005年に小森の後任として同党の第3代委員長に就任した。同党初の女性委員長で、党勢の衰退に歯止めを掛ける役割を期待され、国会議席回復が厳しいなか、日本国憲法の擁護（護憲）や自衛隊の海外派遣反対などで社民党、日本共産党、各種市民団体などとの連携を模索した。
2007年の第21回参議院議員通常選挙に際し、新社会党単独での参議院比例区における候補擁立が困難であったため、栗原は共産党や社民党に対し共同名簿団体設立を呼びかけ、その公認候補としての出馬を希望していた。しかし、共産・社民両党とも比例区は単独で候補を擁立するよう動いており、新社会党との共同名簿作成を拒否したため、みどりのテーブル関係者などとともに確認団体「9条ネット」を立ち上げ、その比例区候補となることとなった。7月29日投開票の結果、栗原自身の個人得票は17,884票、9条ネット全体の得票は273,745票に留まり、栗原を含め全員が落選した。2011年7月に委員長を退任した。